# Championnat du Paraguay de football 1949
Navigation
Édition précédente Édition suivante
La 39e édition du championnat du Paraguay de football est remportée par le Club Guaraní. C’est le cinquième titre de champion du club. Club Guaraní l’emporte avec un point d’avance sur Club Cerro Porteño et trois points devant Sportivo Luqueño. 
Darío Jara Saguier est le meilleur buteur du championnat avec 18 buts.

## Les clubs de l'édition 1949
| \| Asuncion: · Olimpia · Nacional · Sol de América · Guaraní · Cerro Porteño · River Plate · Atlántida · Asuncion FBC Asuncion Club Presidente Hayes Club Sportivo Luqueño \| Localisation des clubs engagés dans le championnat. |
| Asuncion: · Olimpia · Nacional · Sol de América · Guaraní · Cerro Porteño · River Plate · Atlántida · Asuncion FBC Asuncion Club Presidente Hayes Club Sportivo Luqueño                                                           |

| Club                  | Stade | Capacité | Ville    |
| --------------------- | ----- | -------- | -------- |
| Atlántida Sport Club  | -     | -        | Asuncion |
| Club Cerro Porteño    | -     | -        | Asuncion |
| Club Guaraní          | -     | -        | Asuncion |
| Club Libertad         | -     | -        | Asuncion |
| Club Nacional         | -     | -        | Asuncion |
| Club Olimpia          | -     | -        | Asuncion |
| Club Presidente Hayes | -     | -        | Tacumbu  |
| Club River Plate      | -     | -        | Asuncion |
| Club Sol de América   | -     | -        | Asuncion |
| Sportivo Luqueño      | -     | -        | Luque    |
| Asuncion FBC          | -     | -        | Asuncion |

## Compétition

### Classement
| Rang | Équipe                | Pts | J  | G | N | P | Bp | Bc | Diff |
| ---- | --------------------- | --- | -- | - | - | - | -- | -- | ---- |
| 1    | Club Guaraní          | 27  | 20 | ? | ? | ? | 0  | 0  | 0    |
| 2    | Club Nacional         | 26  | 20 | ? | ? | ? | 0  | 0  | 0    |
| 3    | Club Cerro Porteño    | 24  | 20 | ? | ? | ? | 0  | 0  | 0    |
| 4    | Club Presidente Hayes | 22  | 20 | ? | ? | ? | 0  | 0  | 0    |
| 5    | Club Olimpia (T)      | 21  | 20 | ? | ? | ? | 0  | 0  | 0    |
| 6    | Club River Plate      | 20  | 20 | ? | ? | ? | 0  | 0  | 0    |
| 6    | Atlántida Sport Club  | 20  | 20 | ? | ? | ? | 0  | 0  | 0    |
| 8    | Club Libertad         | 19  | 20 | ? | ? | ? | 0  | 0  | 0    |
| 9    | Sportivo Luqueño      | 18  | 20 | ? | ? | ? | 0  | 0  | 0    |
| 10   | Club Sol de América   | 16  | 20 | ? | ? | ? | 0  | 0  | 0    |
| 11   | Asuncion FBC (P)      | 7   | 20 | ? | ? | ? | 0  | 0  | 0    |

| Légende : Qualifications et relégations | Légende : Qualifications et relégations |
| --------------------------------------- | --------------------------------------- |
|                                         | Champion du Paraguay                    |
|                                         | Relégation en deuxième division         |
|                                         | (T) : Tenant du titre (P) : Promus      |

## Bilan de la saison
| Championnat du Paraguay de football 1949                             |                         |
| Champion                                                             | Club Guaraní (5e titre) |
| Promotions et relégations                                            |                         |
| Promus en Primera División                                           | Sportivo San Lorenzo    |
| Relégués en Championnat du Paraguay de football de deuxième division | Asuncion FBC            |

## Statistiques

### Meilleur buteur
- Darío Jara Saguier (Cerro Porteño) 18 buts